# Gerhart Pasch
Gerhart Pasch (* 11. September 1939 in Dresden) ist ein deutscher Architekt.

## Leben
Gerhart Helmut Walter Pasch besuchte die Kreuzschule in Dresden und studierte anschließend an der dortigen Technischen Universität Architektur, Denkmalpflege und Ingenieurpädagogik mit dem Abschluss als Diplom-Ingenieur. 1972 wurde er mit dem Dissertationsthema „Studie über die Grundlagen, Möglichkeiten und Grenzen der Anwendung von Selbsthilfeleistungen bei Erhaltung und Aufwertung der Altwohnbausubstanz“ an der Leipziger Hochschule für Bauwesen zum Dr.-Ing. promoviert.
1965 trat er seine Funktion als Architekt und Kirchenbaurat im Kirchenbezirk Leipzig der Evangelisch-Lutherischen Landeskirche Sachsens an, die er bis zur Rente ausübte. Dabei war er für die kirchliche Bau-, Kunst- und Denkmalpflege zuständig, wobei er sich „unschätzbare Verdienste bei der Bewahrung und Sanierung des umfangreichen Bestands an kirchlichen Baudenkmälern von der Romanik bis zur Gegenwart im Leipziger Land erworben hat“. 1990 erhielt er den Hieronymus-Lotter-Preis vom Rat des Bezirkes Leipzig für die Sanierung und Restaurierung der Leipziger Nikolaikirche. Er war auch federführend bei der im Jahr 2000 beendeten Generalsanierung der Thomaskirche.
Zu seinen Neubauten zählen die Pauluskirche in Leipzig-Grünau, die er 1983 zusammen mit Rainer Ilg errichtet hat, sowie mehrere Wohnhausbauten und Friedhofskapellen.
Gerhart Pasch ist stellvertretender Vorsitzender und Ehrenmitglied des Landesvereins Sächsischer Heimatschutz e.V. Von diesem wurde er in die Landesgruppe Sachsen im MDR-Rundfunkrat delegiert.
Gerhart Pasch lebt in Leipzig und betreibt ein Unternehmen für Bauplanung.

## Schriften
- Gerhart Pasch (Autor), Marion Wenzel, Klaus D. Sonntag, Armin Kühne (Illustratoren): Kirchen in Leipzig und Umgebung, Bildband, Verlag Schmidt-Römhild, Lübeck 1996, ISBN 978-3-7950-3903-5
- Gerhart Pasch: Umbau und Neuausstattung von St. Nikolai Ende des 18. Jahrhunderts, S. 142–151. In: Herwig Guratzsch (Hrsg.) Vergessene altdeutsche Gemälde. Ed. Braus, Heidelberg 1997, ISBN 978-3-89466-196-0
- Gerhart Pasch: Die Kirche im 20. und zu Beginn des 21. Jahrhunderts, S. 48–61. In: Michael Beyer (Hrsg.): Die Bergkirche Schönbach: (Colditz, Sachsen). Sax-Verlag, Beucha Markkleeberg 2018, ISBN 978-3-86729-220-7